# Zack de la Rocha

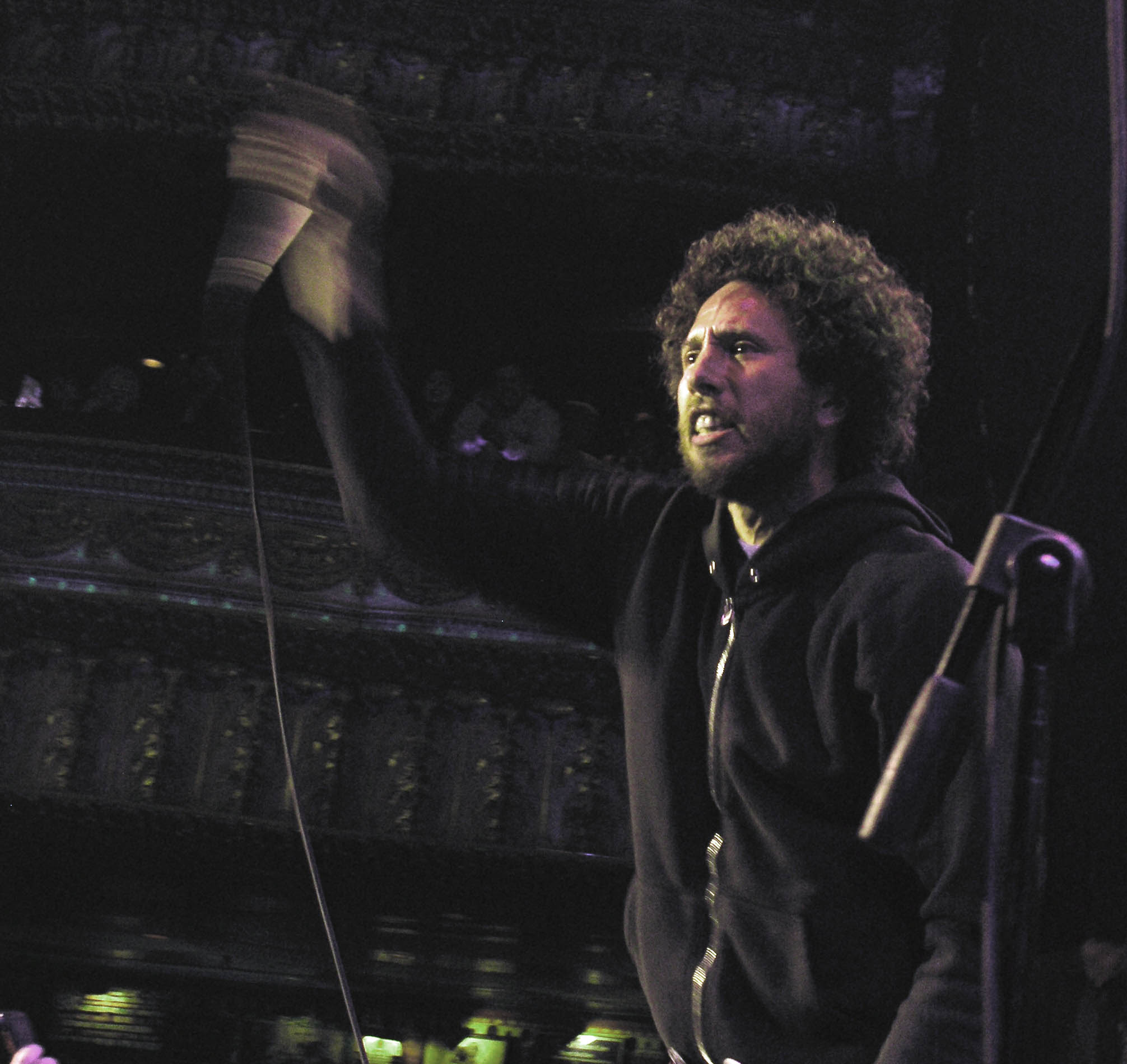
Zach de la Rocha

Zacharias Manuel de la Rocha, també conegut com a Zack de la Rocha, (Long Beach, Califòrnia, 12 de gener de 1970) és un raper, cantant, músic i activista polític estatunidenc, conegut com el vocalista i lletrista de Rage Against The Machine i des de 2008 com a líder de la banda musical One Day as a Lion. Sovint, s'ha mostrat contra l'Amèrica corporativa, el complex industrial militar i l'opressió governamental.